# 阿尔贝托·丰塔内西
阿尔贝托·丰塔内西（義大利語：Alberto Fontanesi，1929年3月10日—2016年4月1日），意大利男子足球运动员，司职前锋。他曾代表意大利国奥队参加1952年夏季奥林匹克运动会足球比赛，获得第九名。